# حالت تخت شکستگی
پوزیشن تخت شکستگی(به انگلیسی: Fracture table)، پوزیشن اختصاصی برای جراحی استخوان هیپ است.
- بیمار به حالت طاقباز بر روی تخت قرار گرفته تا در مراحل بعدی به این پوزیشن درآید.[۱]
- پای سالم در جاپایی و پای آسیب دیده در تراکشن قرار داده می‌شود.
- لگن بیمار توسط یک پد عمودی (به صورت E) ثابت می‌شود.
- پای سالم باید به خوبی پد شده و بالا نگه داشته شود تا در بررسی‌های فلوروسکوپیک حین عمل در معرض پرتو X قرار نگیرد.[۲]

## نقاط در معرض فشار
پس سر، گردن و ناحیهٔ ژنیتال (اگر به درستی محافظت نشود باعث بی‌اختیاری ادرار می‌شود.)

## توجهات فیزیولوژیکی
- حجم خون وارد شده به قلب زیاد شده در نتیجه خروجی آن نیز افزایش می‌یابد بنابراین این وضعیت در بیماران چاق یا دارای مشکل  قلبی می‌تواند باعث نارسایی قلبی شود.
- عملکرد تنفسی هم باعث مشکل می‌شود زیرا حجم دم و بازدم کمتر از وضعیت ایستاده می‌باشد.

به علاوه، بالا آوردن پا باعث وارد شدن فشار به عضله‌های شکمی و در نتیجه محدودتر شدن تنفس می‌شود.